# Treehouse of Horror IX
«Treehouse of Horror IX» (с англ. — «Маленький домик ужасов на дереве 9») — четвёртый эпизод десятого сезона мультсериала «Симпсоны».

## Сюжет

### Hell Toupée
(рус. Парик-убийца)
Змей Джейлбёрд, несмотря на запрет, начинает курить в магазине «На скорую руку». Его тут же арестовывает полиция. Свидетилями становятся сам Апу, Мо Сизлак и Барт Симпсон. За три совершённых преступления его приговаривают к казни на электрическом стуле, которую транслируют по телевизору.
Позже Змея разделяют на органы и раздают их людям. Гомеру достаются волосы Змея. Поначалу он носит этот парик без неприятных для других последствий, но вскоре он начинает контролировать мозг Гомера и он убивает Апу и Мо.
На следующий день Барт понимает, что его тоже хотят убить. Ночью Гомер баррикадируется в комнате с Бартом и пытается убить его кувалдой, но его образумевает Мардж, и Гомер сам сдирает с себя злобный парик, который вскоре окончательно убивает полиция.

### The Terror of Tiny Toon
(рус. Кошмар в маленьком мультике)
Красти в костюме Дракулы начинает показывать детям самый ужасающий выпуск «Шоу Щекотки и Царапки». Мардж выключает телевизор и запрещает детям смотреть это шоу. Сама Мардж уходит вместе с Мэгги, для перестраховки забрав с собой батарейки от пульта.
Барт пытается найти в инструментах Гомера другие батарейки, но вместо этого находит плутоний и запихивает его в пульт, хоть Лиза и предупреждает Барта, что тот нестабилен. Лиза и Барт щёлкают кнопки и случайно нажимают кнопку «Enter», после чего дети попадают в телевизор, в мультик о Щекотке и Царапке. Но те, видя, как дети смеются над их насилием, вдруг объединяются друг с другом, чтобы убить Барта и Лизу. Дети бегут к полицейской машине, но полицейскими оказываются Щекотка и Царапка, после чего Барт рисует на сидении кнопку выброса и дети взлетают в небо…
В «реальности» приходит Гомер и переключает канал на кулинарную программу «Шоу Реджиса Филибина и Кэти Ли Гиффорд», из-за чего дети с мультяшками падают в кастрюлю, в результате ослепив Филибина супом. Гомер опять переключает на другой канал и Лиза с Бартом, видя Гомера, просят, чтобы он вытащил их из телевизора, нажав кнопку «Стоп». Гомер нажимает её и дети выбираются из телевизора.
Однако, Щекотке и Царапке удаётся разбить экран телевизора и проникнуть в реальный мир. Здесь они становятся очень маленькими, поэтому Гомер использует Щекотку, как белку в колесе, а Царапка влюбляется в Снежинку II (правда, Мардж обещает это «исправить», к большому ужасу кота).

### Starship Poopers
(рус. Космические мерзавцы)
Мардж хочет накормить Мэгги, но она рыдает, так как у неё прорезался первый молочный зуб. Когда позже Гомер начинает играть с малышкой, у неё неожиданно выпадают ноги, а на их месте вырастают зелёные щупальца. Она ползает по потолку, Гомер пытается снять её шваброй, но та забирает у Гомера швабру и ею же бьет его. Доктор Хибберт не может объяснить подобное поведение.
Тем временем Мэгги при помощи своей соски посылает сигнал инопланетянам Кэнгу и Кодосу. Они приходят к Симпсонам и тогда Мардж признаётся, что Мэгги — дочь Кэнга…
Однажды ночью Мардж была похищена инопланетянами. Кэнг начал приставать к Мардж, а затем положил одну из своих щупалец на её плечо, тем самым «осеменив» её, а затем вернули.
Теперь Кэнг хочет забрать своего ребёнка, но Симпсоны отказываются сделать это. Обе стороны решают прийти на «Шоу Джерри Спрингера», чтобы там рассудили, кому же достанется Мэгги. Одна женщина из аудитории спрашивает у пришельца, где он был, пока Мэгги воспитывали Симпсоны. В ярости Кэнг стреляет лазерным оружием в неё, а потом и во всех людей, кроме Джерри Спрингера, но на него нападает Мэгги.
В конце концов Мэгги остаётся с Симпсонами, а инопланетяне улетят ни с чем. Судя по страшной речи и громкому смеху Мэгги, это была явная ошибка…